# Thomas Smythe
Pour les articles homonymes, voir Smith.
Thomas Smythe (ou Smith), né vers 1558 et mort le 4 septembre 1625 à  Sutton-at-Hone, est un marchand, homme politique et administrateur colonial anglais. Il est le premier gouverneur de la Compagnie britannique des Indes orientales, le trésorier de la Virginia Company et un soutien actif à la Colonie de Virginie.